# Nea Kios
Nea Kios (griechisch Νέα Κίος (f. sg.)) ist eine griechische Kleinstadt am Argolischen Golf im Nordosten der Peloponnes. Nea Kios wurde 1928 aus dem Gebiet der Gemeinde Argos als Landgemeinde (kinotita) ausgegliedert, 1997 zur Stadtgemeinde (dimos) erhoben und verlor die Selbständigkeit mit der Eingemeindung 2011 in die neu geschaffene Gemeinde Argos-Mykene, wo es seither einen Gemeindebezirk bildet.

## Lage
Nea Kios liegt am Nordende des Argolischen Golfs, zwischen der Mündung des Erasinos und des Inachos. Argos liegt 6 km nördlich, Nafplio etwa 6 km östlich an der Küste. Die nächste Bahnstation ist Myli, wo die Bahnlinie Kalamata – Tripolis – Argos – Korinth verläuft.
Das Gebiet von Nea Kios wird vollständig vom weit größeren Gebiet des nördlich gelegenen Gemeindebezirks Argos umfasst.

## Geschichte
Nea Kios ist als Vertriebenengemeinde die historische Fortsetzung der Stadt Kios in Kleinasien. Kios (heute Gemlik) lag am Marmarameer, hatte 20.000 Einwohner und war der Sitz des Bischofs von Nikäa. Nea Kios wurde 1927 von Flüchtlingen gegründet, die infolge der Kleinasiatischen Katastrophe aus Kios vertrieben worden waren. Es ist die einzige unabhängige Flüchtlingsgemeinde in der Peloponnes. Die Ansiedlung der Flüchtlinge in dem Sumpfgebiet des antiken Timenio war schwierig und langwierig.

## Charakter
Heute ist Nea Kios ein ruhiger Fischer- und Badeort in günstiger Meereslage mit einem an der Mündung des Flusses Erasinos gelegenen Fischerhafen mit einigem pittoreskem Charme. Touristisch profitiert er vom nahe gelegenen Nafplio, den nahen Stränden am Argolischen Golf und – neben Mykene und Epidauros, den bekannten Ausflugszielen der Argolis, auch von nahegelegenen Sehenswürdigkeiten wie der Wallfahrtsstätte Zoodochos Pigi in einer Tropfsteinhöhle bei dem Dorf Kefalari und Pyramiden zwischen Kefalari und Elliniko.
Unrühmliche Schlagzeilen machte Nea Kios im Jahre 2000 durch pogromartige Ausschreitungen gegen dort lebende Roma.

## Partnerschaft
Nea Kios und die rheinland-pfälzische Gemeinde Meddersheim streben eine Partnerschaft an.